# Prozessionsaltar (Bad Brückenau, Kirchplatz)

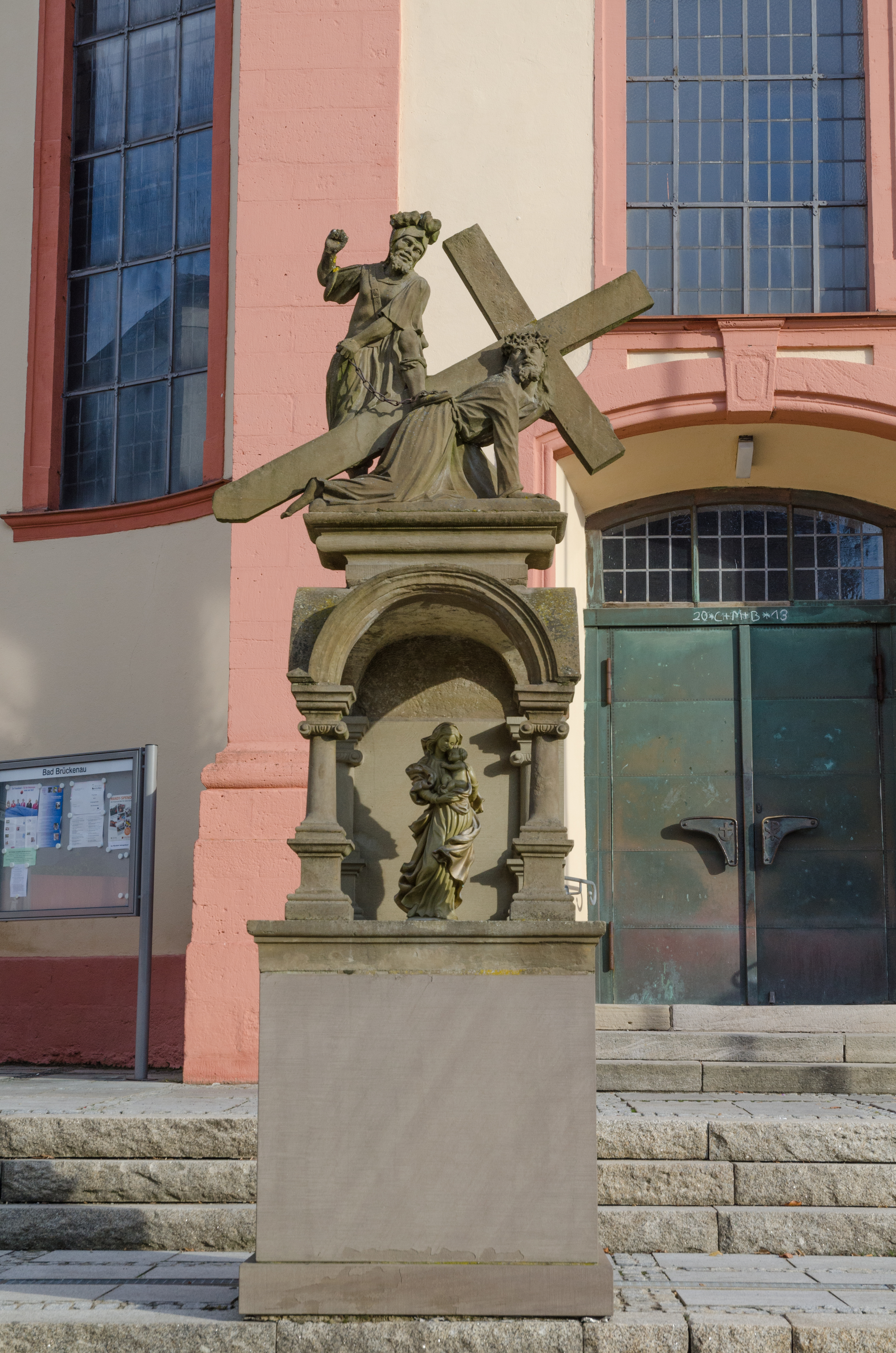
Prozessionsaltar am Kirchplatz in Bad Brückenau.

Der Prozessionsaltar am Kirchplatz befindet sich in Bad Brückenau, einer Stadt im unterfränkischen Landkreises Bad Kissingen auf dem Kirchplatz vor der römisch-katholischen St. Bartholomäus-Kirche.
Er gehört zu den Baudenkmälern in Bad Brückenau und ist unter der Nummer D-6-72-113-25 in der Bayerischen Denkmalliste registriert.

## Beschreibung
Der Prozessionsaltar in der Form einer Ädikula besteht aus gelblichem Sandstein. Er entstand im Jahr 1716.
Der Sockel ist 105 cm hoch, 88 cm breit und 89 cm tief. Das Dach ist 112 cm hoch, 90 cm breit und 85 cm tief. Die Figurengruppe auf der Ädikula besteht aus einer Jesusfigur auf Knien, der sein Kreuz schleppt und einem Häscher, der Jesus an einer Kette führt und hat eine Höhe von 140 cm.
Der Prozessionsaltar besteht aus einem würfelförmigen Tischsockel mit gestufter Deckplatte und der Ädikula, in der sich eine Skulptur der Madonna mit dem Jesusknaben befindet. Auf der Vorderfläche des Sockels befinden sich ein Reliefwappen und ein geviertes Schild mit dem Fuldaer Kreuz und einer Butte mit Tragbändern. Bei dem Wappen handelt es sich um jenes des Fuldaer Fürstabts Constantin von Buttlar. Darüber findet sich Zierrat: drei Spangenhelme mit Kronen, Schwert und Krummstab, darüber eine Mitra mit Fähnchen, einem griechischen Kreuz und Jagdhorn mit Zirkel; unten steht die Jahreszahl „1716“. Die Figur kann, zusammen mit dem sogenannten Kreuzschlepperbildstock von Obervolkach und einem Objekt in Euerdorf, einer Werkgruppe aus drei ähnlichen Objekten zugeordnet werden. Diese bilden den Kern einer Reihe von Arbeiten, die einer in der ersten Hälfte des 18. Jahrhunderts tätigen Werkstatt zugeschrieben werden können.
Der Kuppeldachaufsatz wird von vier ionischen Säulchen getragen. Vier mehrfach stufig abgesetzte Arkadenbögen bilden das baldachinartige Dach. Die Retabelwand schließt die Ädikula nach hinten ab.
Der Prozessionsaltar stand früher rechts von der Kirche. Er wurde im Jahr 1970 nach sichtbaren Schäden in Bamberg restauriert. Der Prozessionsaltar kommt als Altar bei der Fronleichnamsprozession zum Einsatz.